# Władimiriec T-25

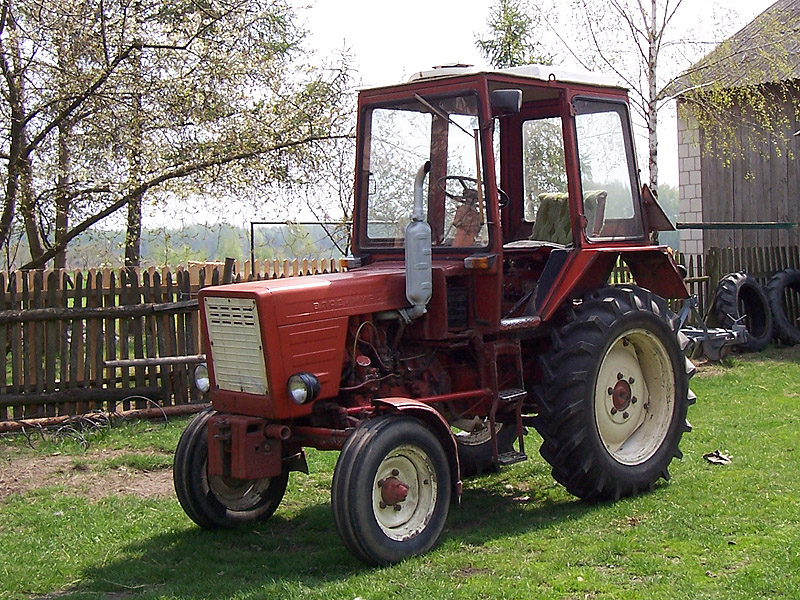
T25A z kabiną

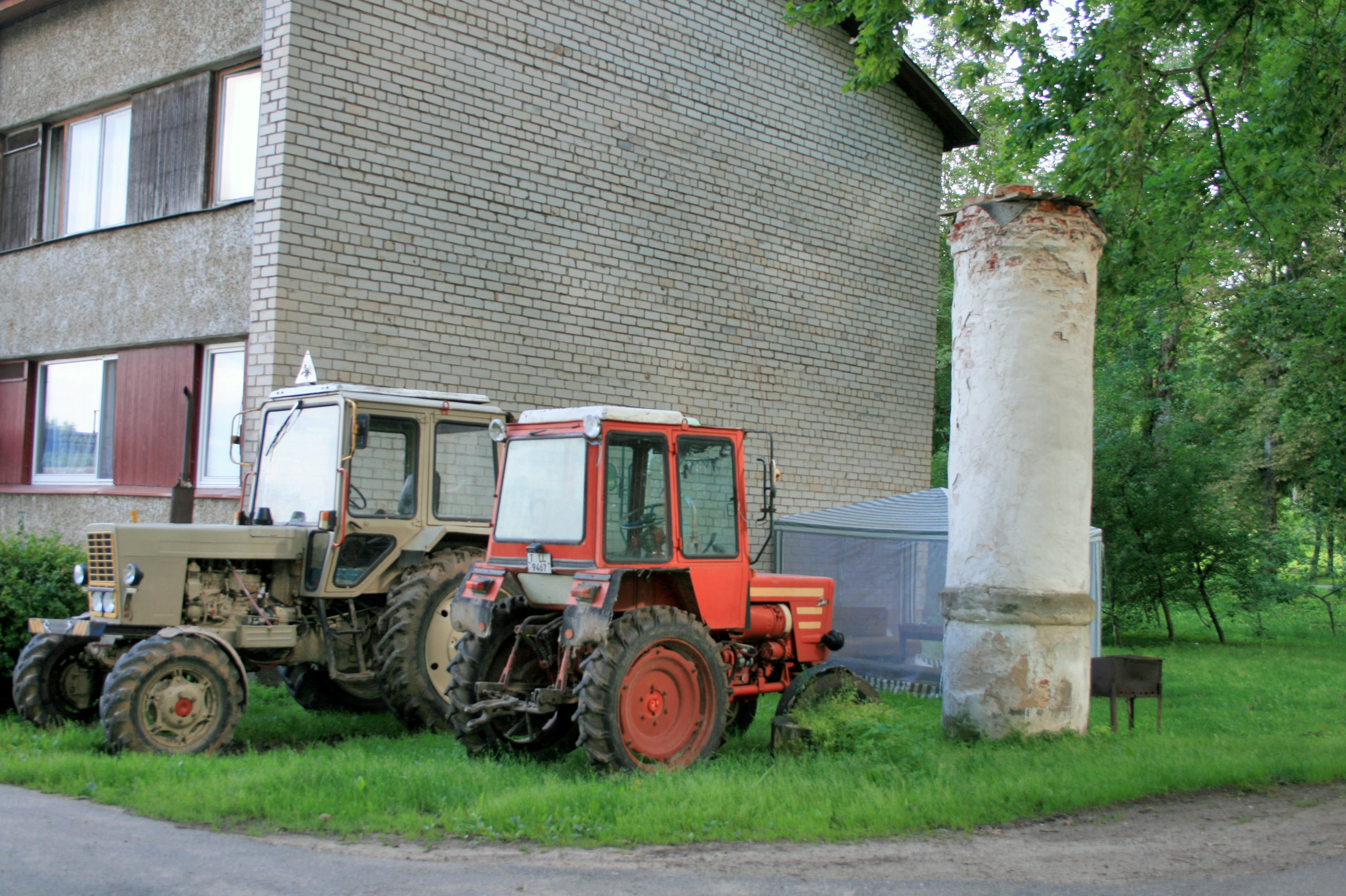

T-25, T-25A, T-25A1, T-25A2, T-25A3 Władimiriec (ros. Владимирец) – ciągnik rolniczy produkowany od 1966 roku w ZSRR i później w Rosji.

## Historia
Pierwotnie ciągnik T25 w latach 1966–1972 był produkowany przez Charkowskij Traktornyj Zawod w Charkowie, następnie w roku 1972 przeniesiono produkcję do zakładu Władimirskij Motoro-Traktornyj Zawod we Włodzimierzu, skąd wzięła się nazwa „Władimirec” (Владимирец).
W 1973 roku przeszedł gruntowną modernizację i nadano mu nazwę T-25A. Do 1978 roku produkowano także wariant T25A1 – z daszkiem brezentowym.
W latach 1977–1979 przeszedł kolejną modernizację, m.in. zmieniono skrzynię biegów zamieniając dwie dźwignie zmiany biegów na jedną dźwignię. Wprowadzono trzy warianty wyposażenia oznaczone jako:
- T25A – z kabiną
- T25A2 – z daszkiem brezentowym
- T25A3 – z niepełną kabiną

Lata 1980–1990 to okres wprowadzania przez fabrykę wielokrotnych zmian konstrukcyjnych w podzespołach ciągnika. Wśród nich można wymienić zmianę sterowania skrzynią biegów z jednej dźwigni na dwie dźwignie, zmiana przełożeń skrzyni biegów (układ biegów nieparzyście na parzyście), zmiany alternatora i instalacji elektrycznej oraz zmiany w częściach (np. zmiana rozmiarów gwintów). Zaprojektowano rozwiązanie podnośnika z regulacją automatyczną, jako wyposażenie opcjonalne. Ciągnik importowano do Polski drogą kolejową, cena zakupu i dostępność przedstawiała się korzystniej od rodzimego Ursusa C-330. Wersja eksportowa była wyposażona w inny układ filtrów paliwa oraz reflektory. Pewna liczba ciągników powstawała w Polsce w prywatnych zakładach z importowanych podzespołów.
Historia po roku 1990 jest mało znana i opisana. Zaprojektowano ciągnik T-30 z przednim napędem. Po 1990 roku wprowadzono świece żarowe w głowicy (wcześniej podgrzewacz w kolektorze ssącym), zmieniono głowice i tłoki (inny kształt komory spalania), zmieniono pompę wtryskową i sposób jej montażu. W późniejszym okresie zastosowano silnik D-120 z pełnoprzepływowym puszkowym filtrem oleju. W układzie napędowym zastosowano hamulce tarczowe.
W Polsce znany pod marką Leda. Główne różnice polegały na zmianach kosmetycznych deski rozdzielczej i nadwozia oraz zastosowania kabiny polskiej produkcji.
Od 1994 roku produkowany ponownie w Charkowie pod nazwą HTZ-2511 (ХТЗ-2511) oraz w wariancie z mocniejszym silnikiem Deutz HTZ-3510. Główne różnice to bardziej kompaktowy kształt maski, zbiornik paliwa pomiędzy silnikiem a kabiną, zmieniony kształt kabiny, silnik D-120, hydrostatyczny układ kierowniczy.
Do 2002 roku produkowano we Włodzimierzu pod nazwą VTZ (ВТЗ), następnie pod nazwą Agromasz, jako następca modelu T-30. Pewna liczba ciągników została sprzedana w Polsce pod marką Pronar Żubroń.

## Charakterystyka
Konstrukcję ciągnika oparto na wcześniejszym modelu DT-20. Silnik D-21 chłodzony powietrzem, dwucylindrowy, z bezpośrednim wtryskiem paliwa, częściowo zunifikowany ze silnikiem D-144 ciągnika T-40, charakteryzuje się niskim zużyciem paliwa i łatwą obsługą. Zastosowano jednotarczowe sprzęgło suche, często krytykowane za brak drugiego stopnia WOM. Pomiędzy sprzęgłem a skrzynią biegów znajduje się korpus przedłużający z łącznikiem wałów. Skrzynia biegów posiada nowatorskie rozwiązanie w postaci wałów ułożonych poprzecznie. Napęd z silnika trafia na mechanizm nawrotu będący przekładnią kątową z parą trzech kół zębatych, następnie napęd przechodzi przez trzybiegową przekładnię, aby poprzez dwubiegowy reduktor trafić na mechanizm różnicowy. Dodatkowa przekładnia redukcyjna, napędzana z wału wejściowego skrzyni biegów pozwala na uzyskanie czwartego biegu zredukowanego (pełzającego) wyłącznie do przodu. Napęd na koła tylne przekazywany jest przez zwolnice portalowe, które można obracać umożliwiając zmianę prześwitu w trzech położeniach. Hamulce typu taśmowego, sterowane mechanicznie. 
Przednia oś o przekroju okrągłym pozwala na zmianę rozstawu kół oraz zmianę prześwitu w trzech położeniach. Układ kierowniczy, krytykowany za nietrwałe wykonanie, umożliwia przezbrojenie ciągnika do długotrwałej jazdy tyłem.
Układ hydrauliczny z pompą napędzaną niezależnie, z dwusekcyjnym rozdzielaczem i niewielkim zbiornikiem na olej hydrauliczny (w Polsce zamiast oleju hydraulicznego zalecano stosowanie oleju silnikowego) pozwala na podnoszenie maszyny zaczepianej o masie do 600 kg.
Ciągnik fabrycznie nie był przystosowany do instalacji pneumatycznej. W Polsce opcjonalnie był doposażany w układ pneumatyczny z podzespołów produkcji krajowej.
Trzypunktowy układ zawieszania kat. 2 wg ISO. Krzyżowy układ odciągów uważany jest za niewygodny i często jest przerabiany na odciągi boczne. Siłownik dwustronnego działania umożliwia podniesienie ciągnika w sytuacjach awaryjnych.
Różnice wynikające z różnicy standardów pomiędzy ZSRR a Polską sprawiły, że ciągnik ten nie był przystosowany do ciągnięcia przyczepy, m.in. przez brak górnego zaczepu transportowego, brak układu hamulców pneumatycznych, inny gatunek oleju w hydraulice i odmienny standard połączeń gniazda przyczepy.
Ciągnik ten jest ceniony głównie przez ekonomiczną eksploatację, tanie części oraz szczelną kabinę. Do wad zalicza się często niską jakość części zamiennych, dość nietypową konstrukcję niektórych podzespołów oraz trudności w naprawach będące skutkiem braku wiedzy technicznej (brak instrukcji napraw w języku polskim).

## Dane techniczne
- pojemność skokowa silnika: 2077 cm³
- typ silnika: D-21A1[1]
- moc silnika przy 1800 obr./min: 18,4–22,5 kW według normy SAE (zależne od modelu), fabrycznie: 25–31 KM.
- moment obrotowy: 120 Nm przy 1600–1800 obr./min
- liczba cylindrów: 2
- liczba biegów: przód-tył 8+6[1] (dwa dodatkowe biegi pełzające do przodu)
- zużycie paliwa: 2 l/mth (przy ciężkiej pracy)
- rodzaj paliwa: olej napędowy
- chłodzenie: powietrzem, wymuszone przez wentylator osiowy napędzany paskiem klinowym do wału korbowego
- hamulce: mechaniczne, taśmowe
- klasa pociągowa: 6 kN (0,6 T)[1]
- zakres prędkości jazdy: 0,67 do 26,9 km/h
- liczba obrotów WOM niezależnego: 540 obr./min[1]
- udźwig podnośnika: 600 kg[1]
- typ/moc rozrusznika: ST222/ 2,2–2,7 KW
- zakres rozstawu kół: 1200–1400 mm[1]
- prześwit: 427–634 mm
- ogumienie: przód 6,00–16, tył 10–28 lub 11,2–28[2]
- długość: 3072–3282 cm
- szerokość: z ogumieniem 9–32 (1370 cm), z ogumieniem 10–28 (1467 cm)
- wysokość: z kabiną 2470 mm, do maski: przy fabrycznym zamontowaniu (1350 mm), przy niskim prześwicie (1200 mm), przy wysokim prześwicie (1420 mm)
- masa: 2020 kg
- masa silnika bez oleju: 280 kg
- średnica cylindra/skok tłoka: 105/120 mm
- komora spalania: w tłoku
- stopień sprężania: 16,5:1
- filtr oleju: odśrodkowy (wirówka reakcyjna)
- wtryskiwacz: typu zamkniętego, z wielootworowym rozpylaczem
- układ smarowania: mieszany (pod ciśnieniem z pompy i rozbryzgiem)
- wydajność pompy hydraulicznej: 17,75 l/min przy 1760 obr./min
- rozruch: rozrusznikiem elektrycznym; silnik zaopatrzony w odprężnik (sterowany dźwignią i świece żarowe w kolektorze ssącym)
- nominalne napięcie: 12 V
- liczba akumulatorów: 2
- pojemność zbiornika paliwa: 53 l
- luz zaworów ssącego i wydechowego: 0,3 mm
- ciśnienie wtrysku paliwa: 16,66 MPa (170 kg/cm kw.)
- kąt wyprzedzenia wtrysku: 24–26 stopni przed GMP
- moment dokręcenia śrub głowicy: 100–110 Nm
- moment dokręcenia śrub łożysk głównych wału korbowego: 140–160 Nm
- moment dokręcenia śrub korbowodów: 100–110 Nm
- moment dokręcenia nakrętki mocującej wtryskiwacz: 8–10 kgm

## Źródła
- Zbiór książek (w serwisie Archive.org)
- Historia ciągnika Władimirec T-25 - Radzieckie ciągniki rolnicze #1 (w serwisie YouTube)